# Алгарве (траса)
Міжнародний автодром Алгарве (порт. Autódromo Internacional do Algarve) — це гоночна траса протяжністю 4,653 км, що розташована в Портіман, регіон Алгарве, Португалія. Забудова включає картингову трасу, трасу для бездоріжжя, технопарк, п’ятизірковий готель, спортивний комплекс та апартаменти.
Траса була розроблена Рікардо Піна, Arquitectos. Будівництво було завершено в жовтні 2008 року, і траса була гомологована як FIM 11 жовтня 2008 року, так і FIA через два дні. Загальна вартість склала 195 мільйонів євро (приблизно 250 мільйонів доларів).

## Траса
2 листопада 2008 року на трасі відбувся фінальний раунд Чемпіонату світу з супербайку. 9 червня було підтверджено проведення раунду Гран-прі A1 сезону 2008-09. Гонка була призначена на 12 квітня 2009 року. 10 жовтня 2008 року серія Ле-Ман оголосила про нічну гонку на 1000 км, яка відбулася 2 серпня 2009 року в Алгарве. 15-17 грудня 2008 року пройшли тести Формули-1 за участю команд McLaren і Honda. Toyota також провела випробування на трасі 20 січня 2009 року під час першого виїзду з новим шасі TF109. У вересні 2009 року траса також приймала фінальний раунд сезону GP2. З 2010 року тут проводився раунд Чемпіонат світу серед турінгових авто FIA.
4 квітня 2009 року Макс Мослі заявив, що, виходячи з якості автодрому, він може прийняти етап Формули-1 у вигляді Гран-прі Португалії, якщо буде досягнуто комерційної угоди з керівництвом Формули-1. Через зміни в сезоні Формули-1 2020 року внаслідок пандемії COVID-19 міжнародна траса Алгарве у порядку винятку прийняла Гран-прі Португалії 2020 року.
Траса нагадує старі траси Нюрбургринг і Спа-Франкоршам головним чином через її постійно хвилясту природу. Пілот A1 Team Portugal Філіпе Альбукерке підмітив, що після головної прямої є великі схили та повороти праворуч. Він також зазначив, що траса хороша для обгонів через ширину траси. Пілот A1 Team New Zealand Ерл Бамбер зауважив, що є багато особливих поворотів із індивідуальністю. Він зазначив, що нова траса трохи небезпечна, як і старі траси. Пілот A1 Team France Ніколя Прост прокоментував, що через новий асфальт траса має слабке зчеплення.
У 2016 році тут знімали перший епізод The Grand Tour «Свята Трійця».
Під час Чемпіонату світу з гонок Supersport 300 у 2022 році Віктор Стіман загинув унаслідок смертельної аварії на цій трасі під час першої гонки в Портіман.

## Конфігурації

Траса Гран-прі з шиканою (2008–2019)
Траса Гран-прі (2008–дотепер)
Мотоциклетна траса (2008–дотепер)